# 前南丫石礦場

索罟灣南丫石礦場 (1993年)

前南丫石礦場（英語：Ex-Lamma Quarry），又名「博東灣石礦場」或「博洞灣石礦場」，位於香港南丫島索罟灣北岸，原來由瑞安建業經營，於1978年開始運作，並於2002年完成綠化修復工程後停用。

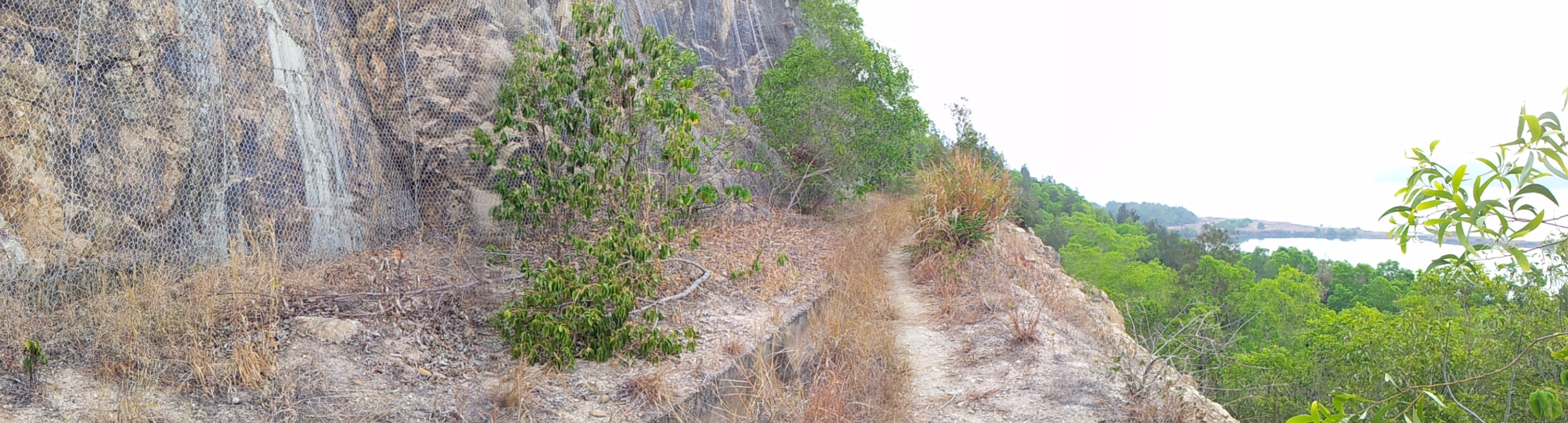

現時，前南丫石礦場包括一幅達20公頃的平地，長一公里的海岸線及一座佔地約5公頃的人工湖。

## 歷史
為了開拓更多石料來源，政府於1977年7月刊憲，宣佈將會設立南丫石礦場，而合約期為10年。
前南丫石礦場於1978年招標，吸引13家石礦企業及建築公司投標。及後，石礦場於同年開始運作，並於1981年6月19日開幕。此石礦場最初由法國寶嘉建築（今香港寶嘉建築）與Enterrrises Audemard公司合營。不久，瑞安建業隨即收購南丫石礦場，並一直營運至1993年（原訂為1988年）。
在1993年後，瑞安與政府簽訂修復協議，允許前南丫石礦場繼續營運，但需要於1995年起展開綠化修復工程，包括建造向北伸延的寬闊平台、種植樹木及建造人工湖，以回復當地的自然風貌。工程於2002年竣事，而石礦場亦隨即結束24年的營運。

## 未來發展
此石礦場曾成為港府為淨化海港計劃而設的污水處理廠選址之一，但最後選擇在昂船洲填海用地興建，成為昂船洲污水處理廠。此外，南丫石礦場東北面盆地，亦曾於1990年代初，列為西區海底隧道的沉管鑄造場選址之一，但最終改於石澳石礦場鑄造。
為了增加香港土地供應，香港政府計劃將前南丫石礦場（研究範圍亦包括了覆蓋周邊地區，包括毗鄰佔地約兩公頃的水泥儲存倉的「綜合發展區」及天然山坡，合共佔地約59.9公頃。）發展成為達致綠化及可持續發展及生活的海濱社區，盡量融入地區特色，並且提供私營及資助房屋等，以梯級式高度輪廓方式興建，使到建築物的水平線從山邊逐步向海濱遞減，以保留景觀與自然環境背景的天然連繫及保護山脊，並且沿著海岸綫興建一道海濱長廊，以提供充裕的休憩空間；以及興建一座渡輪碼頭，以應付島上人口對來往中環及香港仔至南丫島的交通需要。2012年年初，土木工程拓展署及規劃署展開可行性研究；同年12月7日，香港政府展開為期兩個月的首階段公眾諮詢，計劃將其發展成為低密度住宅區或者旅遊住宅區，分為兩份三項研究方案建議：

### 海灣居庭1a方案
- 主題：以住宅為主此；期望將研究地點發展成為一個綠色社區，以推廣可持續發展和宜居的環境，並且與地區特色及自然環境共融。
- 預計設定住宅單位數量：2,000
- 預計設定人口數量：5,000人
- 地積比率：0.6至1.8
- 人工湖發展：完全保留
- 主要發展：
  - 入口廣場：在中心區興建入口廣場，除了零售及餐飲設施外，大型的公共空間亦能夠舉辦各式各樣的活動，例如農產品市場及香港產品展覽攤位等。
  - 海濱長廊：沿著海濱長廊的廣闊休憩用地將提供行人步道、單車徑、休憩處及景觀地帶，同時連接不同的活動地點。
  - 生態旅遊中心：位於湖畔南端，將有助於鼓勵遊客欣賞島上的自然生態，並且成為研究地點上的主要地標。
  - 遊艇停泊處：
  - 社區廣場：位於湖畔住宅區旁，設有露天餐飲設施。
  - 湖畔公園：湖邊的綠化帶將會可以連接至新的渡輪碼頭，及提供偌大的休憩用地供予居民及遊客享用。

### 海灣居庭1b方案
- 主題：同1a。
- 預計設定住宅單位數量：2,800
- 預計設定人口數量：7,000人
- 地積比率：0.75至2.0
- 人工湖發展：局部保留
- 主要發展：同1a。

### 海濱樂園方案
- 主題：住宅及旅遊混合；期望透過提供不同種類的旅遊設施，輔以與區內相符規模和特色的住宅發展，增強區內旅遊發展的機會及注入活力。
- 預計設定住宅單位數量：1,000
- 預計設定人口數量：2,800人
- 地積比率：0.6至1.5
- 人工湖發展：完全保留
- 主要發展：
  - 湖畔公園：提供相關康樂設施。
  - 南丫中心：為研究地點的主要入口，以低密度開放式建築物發展為主；提供大型户外廣場以舉辦節日活動等。
  - 水上活動中心：提供多項水上康樂活動設施，例如水上單車。
  - 山頂瞭望台：遊客將會能夠從該處飽覽索罟灣的遼闊景緻，並且從該處通往擬建的山林度假酒店的道路旁。
  - 海濱長廊：
  - 低密度度假酒店：位處湖畔和山坡上。
  - 遊艇停泊處：[8][9][10][11]。